# Villancico

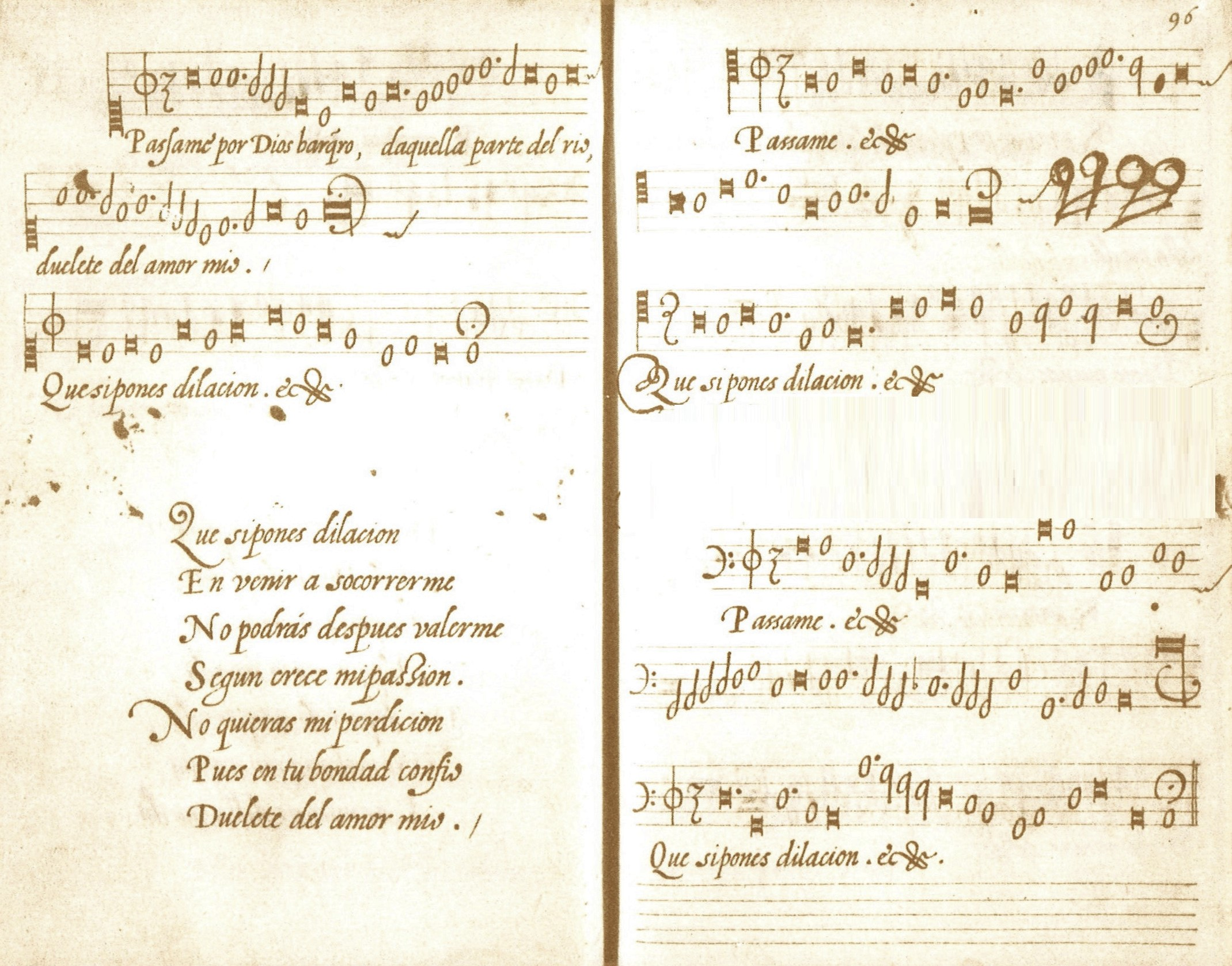
Pedro de Escobar - Pásame, por Dios, barquero (Cancioneiro de Elvas)

Villancico là một hình thức thơ và âm nhạc phổ biến ở Mỹ latinh bắt nguồn từ những hình thức ca hát, nhảy múa với các chủ đề mộc mạc ở Tây Ban Nha vào thế kỷ 15 và phát triển cho đến thế kỷ 18.

## Các nhà soạn nhạc nổi bật
- Francisco Guerrero
- Gaspar Fernandes
- Juan del Encina
- Juan Gutiérrez de Padilla
- Pedro de Escobar